# Моя вторая мама
«Моя вторая мама» (исп. Mi segunda madre) — мексиканский телесериал, снятый и выпущенный в 1989 году. Снят по задумке известного аргентинского сценариста Абеля Санта Круса. Одна из первых латиноамериканских теленовелл, показанных в России, со 2 января по 10 апреля 1993 года на телеканале «МТК».

## Сюжет
Модельер Даниэла Лоренте расстаётся со своим мужем Альберто Сауседо, он оказывается не просто подлым человеком, скрывшим, что у него есть семья, но и преступником — в течение нескольких лет он занимался финансами её дома моделей и обкрадывал доверчивую Даниэлу. Отправив его в тюрьму, измотанная женщина по совету друзей отправляется с подругой в круиз, где встречает бизнесмена Хуана Антонио Мендеса Давилу, который недавно пережил драму — его жена Лусия скончалась от кровоизлияния в мозг. На руках у Хуана Антонио осталась маленькая дочь Моника. Между ним и Даниэлой вспыхивает любовь, но путь к семейному счастью оказывается долог.
У Хуана Антонио есть любовница Ирене — тщеславная и фривольная женщина, которая во что бы то ни стало стремится стать его женой и пытается устранить соперницу, не брезгуя никакими средствами, в том числе преступными. Ирене нанимает Хермана — человека с бандитской внешностью и приказывает убить Даниэлу. Херман устраивает Даниэле страшную автокатастрофу. Даниэла в момент автокатастрофы ждала ребёнка. После автокатастрофы Даниэле делают кесарево сечение и удаляют матку. Сын Даниэлы умирает спустя какое-то время из-за недоношенности. Десятилетняя Моника никак не хочет принимать Даниэлу, а та изо всех сил пытается стать для девочки не только другом, но и настоящей мамой. Моника не хочет признавать её как свою вторую маму, как женщину, которая полюбила её отца и заняла место её родной матери. Она находится под влиянием своей старшей подруги Летисии, которая из зависти постоянно накручивает Монику, говоря ей, что после рождения её брата станет ненужной своему отцу. Моника поддаётся этим уговорам, но после смерти братика она понимает, что была неправа по отношению к мачехе и признает Даниэлу мамой.
Проходит восемь лет, но семью не покидает прошлое — Альберто, бывший муж Даниэлы, выходит из тюрьмы с жаждой мести и объединяется с Ирене. В его голову приходит план: соблазнить Монику, которая превратилась в красивую девушку, тем самым отомстив Даниэле за многие годы заточения в тюрьме. Поверив наговорам Ирене и Альберто, Моника отворачивается от приёмной матери.
Узнав о предательстве Альберто с Ирене, Моника со слезами покидает дом. Моника возвращается к Даниэле. Она рожает ребёнка от Альберто и называет сына Хуан Мануэль — в память о погибшем братике, сыне Даниэлы и Хуана Антонио. Даниэла рада возвращению дочери и рождению внука. Херман преследует Ирене и толкает её в пропасть. Даниэла отомщена — Ирене потеряла ребёнка так же, как 8 лет назад по вине Ирене ребёнок Даниэлы умер. Затем Альберто обкрадывает до нитки Ирене, и та пытается ему жестоко отомстить. Ирене звонит «Чёрту», кровавому гангстеру с чёрным капюшоном и простреленным глазом и говорит, чтобы Альберто вернул ей все отнятое добро. Разговор подслушали Давид и Херман и первыми обокрали Альберто, «Чёрт» остался с носом, но стал преследовать двух головорезов. Давид и Херман забрели на стройку, там их и настигает «Чёрт», грабит отнятое ими добро у Альберто и заодно убивает их. «Чёрт» теперь готов жестоко отомстить Альберто Сауседо, который прострелил ему правый глаз из пистолета. «Чёрт» и Альберто познакомились в тюрьме. Альберто Сауседо подъехал к дому моделей Даниэлы Лоренте и намеревался убить Даниэлу, Монику и её сына при помощи револьвера. Прозвучал выстрел сзади — Альберто повернулся, там стоял «Чёрт» с простреленным глазом и направленным на него пистолетом с тремя отверстиями для выстрела и сказал Альберто, что он проиграл и выстрелил в него ещё два раза. Кошмар кончился — «Чёрт» прервал преступления Альберто, убив его. На место убийства примчалась полицейская машина и сотрудники полиции побежали вслед за «Чёртом» и настигли его.
Хуан Антонио, испугавшийся приближающейся старости, увлёкся молодой подружкой дочери — Летисией. Когда он понимает, что связался с копией своей бывшей любовницы Ирене, оказывается слишком поздно что-то менять: Летисия беременна. Но затем Летисия умирает при родах, и Хуан Антонио отправляется вместе с дочкой к Даниэле и та становится для неё второй мамой.

## Создатели сериала
- Либретто

Сценаристы: Абель Санта Крус (оригинальная история), Эрик Вонн (телевизионная версия)
- Режиссура

Режиссёр-постановщик: Мигель Корсега
Режиссёр диалогов: Ирма Лосано
- Операторская работа

Операторы-постановщики: Габриэль Васкес Бульман, Алехандро Фрутос, Леопольдо Террасас, Эрнесто Арреола
Монтажёр: Габриэль Васкес Бульман
- Музыка

Мелодии взяты из альбома Art Of Noise — (Who’s Afraid Of?) The Art Of Noise! (1984)
Автор текста песни Sola — Анибаль Пастор
Вокал: Мария Сорте
- Художественная часть

Художник-постановщик: Хосе Кабальеро
Художник по костюмам: Катина Мерсенари Урибе
Художники по декорациям: Рауль Леаль Корнеха, Жан Родригес
- Техническая часть

Инженер: Марио Риос
- Администраторы

Продюсер: Алехандро Хакчиа
Ассоциированный продюсер: Хуан Осорио Ортис

## В ролях

### Мендес Давила
| Актёр (актриса)   | Актёр (актриса) дубляжа последнего озвучивания | Роль                             | Характер персонажа                                                                                              |
| ----------------- | ---------------------------------------------- | -------------------------------- | --- |
| Энрике Нови       | Антон Савенков                                 | Хуан Антонио                     | владелец фирмы, миллионер                                                                                       |
| Лусеро Ландер     |                                                | Лусия                            | супруга Хуана Антонио, скончалась от аневризмы головного мозга (инсульта)                                       |
| Беренисе Домингес |                                                | Моника                           | дочь Хуана Антонио и Лусии (в детстве)                                                                          |
| Даниэла Кастро    |                                                | Моника                           | дочь Хуана Антонио и Лусии (взрослая)                                                                           |
| Мария Сорте       | Инга Сметанина                                 | Даниэла Лоренте де Мендес Давила | вторая супруга Хуана Антонио и бывшая супруга Альберто Сауседо, известный модельер, официально удочерила Монику |
| Лилиана Абуд      | Ольга Машная                                   | Сония Мендес Давила де Рамос     | сестра Хуана Антонио, богатая домохозяйка, страдающая неизлечимым бесплодием                                    |
| -                 |                                                | Хуан Мануэль                     | сын Даниэлы и Хуана Антонио, скончался новорожденным от недоношенности                                          |

### Сауседо
| Актёр (актриса) | Актёр (актриса) дубляжа последнего озвучивания | Роль                                 | Характер персонажа |
| --------------- | ---------------------------------------------- | ------------------------------------ | --- |
| Диана Феррети   |                                                | Каролина Моралес де Сауседо де Пенья | ещё одна бывшая супруга Альберто Сауседо и супруга Херардо Пеньи                                                                                          |
| Эктор Понс      |                                                | Эдуардо «Лало»                       | старший сын Альберто и Каролины (в детстве) |
| Андрес Бонфильо |                                                | Эдуардо «Лало»                       | старший сын Альберто и Каролины, студент юридического факультета, помощник своего приемного отца в адвокатской конторе                                    |
| Шемайя          |                                                | Рубен                                | младший сын Альберто и Каролины (в детстве) |
| Кристиан Кастро |                                                | Рубен                                | младший сын Альберто и Каролины, погиб в результате прыжка с большой высоты во время преследования полицейскими при ограблении магазина в торговом центре |

### Реис
| Актёр (актриса) | Актёр (актриса) дубляжа последнего озвучивания | Роль                            | Характер персонажа                                                                                    |
| --------------- | ---------------------------------------------- | ------------------------------- | --- |
| Джина Моретт    | Нина Александрова                              | Георгина «Джина» Реис де Бретон | близкая подруга Даниэлы Лоренте, директор по маркетингу в её Доме моделей, замужем за Фелипе Бретоном |

### Астуриас
| Актёр (актриса)  | Актёр (актриса) дубляжа последнего озвучивания | Роль                   | Характер персонажа                                                                                  |
| ---------------- | ---------------------------------------------- | ---------------------- | --------------------------------------------------------------------------------------------------- |
| Ада Карраско     |                                                | Долорес «Лолита»       | мать Мануэля, очень активная пенсионерка, давно вдова, но неисправимая оптимистка                   |
| Давид Ренкорет   |                                                | Мануэль                | сын Долорес, муж Ракель и отец Мануэля Хустино «Тино», финансовый директор в компании Хуана Антонио |
| Ракель Морель    |                                                | Ракель                 | супруга Мануэля, скончалась от поздно диагностированного рака груди                                 |
| Хосе Мария Торре |                                                | Мануэль Хустино «Тино» | сын Мануэля и Ракель, подающий надежды, что пошёл характером в бабушку                              |

### Пенья
| Актёр (актриса)  | Актёр (актриса) дубляжа последнего озвучивания | Роль                               | Характер персонажа            |
| ---------------- | ---------------------------------------------- | ---------------------------------- | ----------------------------- |
| Клаудио Баэс     |                                                | Херардо                            | второй супруг Каролины, юрист |
| Франческа Гильен |                                                | Луисита (в титрах — Monica Trueba) | дочь Херардо и Каролины       |

### Главные роли второго плана
| Актёр (актриса) | Актёр (актриса) дубляжа последнего озвучивания | Роль              | Характер персонажа                                                                                         |
| --------------- | ---------------------------------------------- | ----------------- | --- |
| Арсенио Кампос  |                                                | Фелипе Бретон     | супруг Джины, юрист, партнёр Херардо по адвокатскому бюро                                                  |
| Бланка Торрес   |                                                | Аманда де Моралес | мать Каролины, ворчливая пенсионерка, обладательница неплохой суммы сбережений, но весьма прижимистая дама |

### Преступники
| Актёр (актриса)      | Актёр (актриса) дубляжа последнего озвучивания | Роль                      | Характер персонажа |
| -------------------- | ---------------------------------------------- | ------------------------- | --- |
| Фернандо Чангеротти  |                                                | Альберто Сауседо          | бывший супруг-двоежёнец Даниэлы Лоренте и Каролины, а также Моники и бывший любовник Ирене Монтенегро, главный коварный злодей и преступник, обаятельный нарциссист, убит кровавым гангстером по кличке «Чёрт» |
| Алехандра Мальдонадо | Нина Александрова                              | Ирене Монтенегро          | бывшая любовница Хуана Антонио и Альберто Сауседо, а также любовница Матиаса, вдова Леопольдо Санчеса, главная коварная злодейка и преступница, неисправимая авантюристка, не верящая в успех честной жизни    |
| Роберто Паласуэлос   |                                                | Давид                     | уголовник и любовник Альберто Сауседо, убит на стройке кровавым гангстером по кличке «Чёрт» вместе с Херманом                                                                                                  |
| Гай Де Сент Кир      |                                                | Гонсало                   | приятель Альберто Сауседо, мошенник и альфонс |
| Габриэль Пингаррон   |                                                | Херман                    | наёмный убийца, убит на стройке кровавым гангстером по кличке «Чёрт» вместе с Давидом |
| Агустин Лопес Савала |                                                | Чамуко по кличке «Чёрт»#1 | кровавый гангстер, «пахан» в тюрьме |
| Хесус Варгас         |                                                | Чамуко по кличке «Чёрт»#2 | кровавый гангстер с простреленным глазом |

### Роли вторых и менее планов
| Актёр (актриса)            | Актёр (актриса) дубляжа последнего озвучивания | Роль             | Характер персонажа                                                                                                  |
| -------------------------- | ---------------------------------------------- | ---------------- | --- |
| Эктор Суарес Гомис-младший |                                                | Рамон            | садовник дома Сонии Мендес Давила и её бывший молодой сожитель, впоследствии агроном с красным дипломом             |
| Хуан Вердуско              |                                                | Энрике           | бывший супруг Сонии Мендес Давила, имеющий троих детей от любовницы                                                 |
| Альфредо Адаме             |                                                | Ханс Лутманн     | немецкий бизнесмен, бывший любовник и друг Джины                                                                    |
| Лола Мерино                |                                                | Маргарита        | подруга Моники, в дальнейшем супруга Рамона                                                                         |
| Синтия Клитбо              |                                                | Летисия          | бывшая подруга Моники и любовница Хуана Антонио Мендес Давила, скончалась во время родов                            |
| Тоньо Маури                |                                                | Федерико «Фико»  | друг Эдуардо «Лало», из неблагополучной семьи, учится в институте на экономиста                                     |
| Алехандро Арагон           |                                                | Фернандо         | брат Маргариты, истинный наследник всего имущества своего отца                                                      |
| Мария Моретт               |                                                | Патрисия         | однокурсница и подруга Рамона                                                                                       |
| Паулинья Пенья (Полли)     |                                                | Бренда           | подруга Сонии Мендес Давила                                                                                         |
| Рубен Рохо                 |                                                | Леопольдо Санчес | миллионер, пожилой супруг Ирене Монтенегро, скончался в глубокой старости, оставив огромное состояние своей супруге |
| Хорхе Феган                |                                                | Маттиас          | друг Леопольдо Санчеса, любовник Ирене Монтенегро, считающий Ирене своей собственностью                             |

### Служащие и их семьи
| Актёр (актриса)    | Актёр (актриса) дубляжа последнего озвучивания | Роль                | Характер персонажа |
| ------------------ | ---------------------------------------------- | ------------------- | --- |
| Алехандра Эспехо   |                                                | Матильде            | домоправительница Ирене Монтенегро, дама, не лишенная здравого смысла, особенно в характеристике Альберто                                           |
| Артуро Гисар       |                                                | Акиллес Канто Росас | помощник Долорес по хозяйству, молодой человек с субтильной фигурой, но большой душой                                                               |
| Мария Альмела      |                                                | Дора                | бывшая горничная Даниэлы, позже принятая на работу в дом Хуана Антонио                                                                              |
| Роберто Бландон    |                                                | Марсело             | супруг Доры, сын Игнасио и Марии, в молодости пошедший по дурной дорожке, но одумавшийся после привлечения к уголовной ответственности за воровство |
| Эрнесто Гомес Крус |                                                | Игнасио «Начо»      | садовник в доме Хуана Антонио Мендес Давила, скончался от инфаркта из-за переживаний за сына Марсело                                                |
| Ирма Лосано        |                                                | Мария               | домоправительница в доме Хуана Антонио и вдова Игнасио «Начо», очень дружна с Моникой, даже когда та выросла                                        |

### Роли третьих и менее планов
| Актёр (актриса)   | Актёр (актриса) дубляжа последнего озвучивания | Роль                 | Характер персонажа |
| ----------------- | ---------------------------------------------- | -------------------- | --- |
| Карлос Рикельме   |                                                | Хустино Агилар Силва | пожилой миллионер, второй супруг Долорес по прозвищу «Лолита», в конфликте со своими детьми из-за вопросов наследства, скончался от инфаркта миокарда, успев завещать всё состояние Долорес |
| Абель Саласар     |                                                | Рафаэль              | пожилой мужчина, кубинец, третий супруг Долорес по прозвищу «Лолита» |
| Аврора Кортес     |                                                | Мелина               | близкая подруга Аманды, крестная Доры, скончалась в глубокой старости |
| Вильебальдо Лопес |                                                | Гаспар               | супруг Арселии и отец Федерико «Фико», домашний тиран, вечно безработный, скончался от алкоголизма                                                                                          |
| Анхелина Пелаэс   |                                                | Арселия              | вдова Гаспара и мать Федерико «Фико», на почве проблем с мужем пристрастившаяся к алкоголю, как и он, в конце сериала согласившаяся по настоянию сына пройти курс лечения                   |
| Ирланда Мора      |                                                | Анхелика             | бывшая супруга Роберто и мать Летисии и Мигеля, напрочь лишена сочувствия, считающая, что совершила глупость, выйдя замуж за столь простого человека, как её муж                            |
| Маурисио Феррари  |                                                | Роберто              | бывший супруг Анхелики и отец Летисии и Мигеля, учитель, уважающий в детях личность |
| Антонио Ранхель   |                                                | Педро                | бывший супруг Амелии, брачный аферист, мечтавший изнасиловать Маргариту |
| Ана Берта Эспин   |                                                | Амелия               | мать Маргариты и Федерико, вдова, вторым браком вышедшая замуж за Педро, женщина, с трудом способная жить без опоры на мужчину                                                              |
| Гастон Тусет      |                                                | Алехандро Овьедо     | бизнесмен и деловой партнёр Даниэлы Лоренте, хозяин крупной текстильной фабрики, отец десятилетнего сына Карлоса                                                                            |
| Андреа Легаррета  |                                                | Дэнисс               | однокурсница и подруга Моники, родом из Монтеррея, где живёт её мать |
| Артуро Лорка      |                                                | Фернандо Луна        | аудитор дома моды Даниэлы Лооренте |
| Антонио Гонсалес  |                                                | Дон Висенте «Ченте»  | консьерж в подъезде, где находится квартира Даниэлы Лоренте |
| Тереса Гисар      |                                                | Роса «Роси» Альмирес | бывшая секретарша дома моды Даниэлы Лоренте, продавшая её эскизы Ирене Монтенегро |

### Медработники и их семьи
| Актёр (актриса) | Актёр (актриса) дубляжа последнего озвучивания | Роль           | Характер персонажа                  |
| --------------- | ---------------------------------------------- | -------------- | ----------------------------------- |
| Рубен Кальдерон |                                                | Рубен Карранса | семейный врач Мендесов и Астуриасов |

### Редкие и эпизодические роли
| Актёр (актриса) | Актёр (актриса) дубляжа последнего озвучивания | Роль          | Характер персонажа                                                     |
| --------------- | ---------------------------------------------- | ------------- | ---------------------------------------------------------------------- |
| Сильвия Кампос  |                                                | Марта         | девушка, учащаяся в одном институте с Эдуардо «Лало» и Федерико «Фико» |
| Эстела Руис     |                                                | Малена «Лена» | горничная Ирене Монтенегро до замужества за Леопольдо                  |
| Карла Талавера  |                                                |               |                                                                        |
| Мигель Гарса    |                                                |               |                                                                        |
| Оскар Нарваес   |                                                | Роблес        | частный детектив                                                       |
| Анна Чокетти    |                                                | Ана-Мария     | секретарша адвокатской конторы Бретона и Пеньи                         |
| Ники Монделлини |                                                | Ивонн         | сотрудница дома моды Даниэлы Лоренте                                   |
| Арселия Рамирес |                                                | Альма         | бывшая невеста Рамона, деревенская девушка                             |

### Дети (герои сериала в детстве)
| Актёр (актриса)  | Актёр (актриса) дубляжа последнего озвучивания | Роль      | Характер персонажа    |
| ---------------- | ---------------------------------------------- | --------- | --------------------- |
| Алехандра Гольяс |                                                | Летисия   | бывшая подруга Моники |
| Лупита Очоа      |                                                | Маргарита | подруга Моники        |

### Дети (прочие герои)
| Актёр (актриса)               | Актёр (актриса) дубляжа последнего озвучивания | Роль                            | Характер персонажа                            |
| ----------------------------- | ---------------------------------------------- | ------------------------------- | --------------------------------------------- |
| Родриго Добладо               |                                                | Густаво                         | сын Фелипе и Джины                            |
| Эрик Эспиноса де лос Монтерос |                                                | Игнасио «Начо»                  | сын Марсело и Доры                            |
| Мариано Торре                 |                                                | Мигель                          | сын Роберто и Анхелики, брат Летисии, хулиган |
| Мариана Флор                  |                                                | Джина-Даниэла по кличке «Бэбис» | дочь Фелипе и Джины                           |
| Кристофер Лаго                |                                                | Карлос «Карлитос»               | сын Алехандро Овьедо                          |

## Саундтрек
Главную музыкальную тему сериала «Моя вторая мама» представляет собой песня «Sola» (с исп. — «Одна») в исполнении самой Марии Сорте. В сериале также широко использована инструментальная композиция «Moments In Love» группы «Art of Noise» и реже ряд других их композиций («Realization», «Paranomia», «Donna», «Close (To The Edit)» и другие). Во второй половине сериала периодически звучит композиция Джорджо Мородера «Love Theme From Flashdance». Также в сериале присутствует и классическая музыка.

## Перевод сериала нарусский язык
Сериал переведён Никитой Винокуровым, Вадимом Левиным, Исабель Посо, Михаилом Смагиным и Романом Шульманом. Все персонажи — как мужские, так и женские — были озвучены переводчиком сериала Никитой Винокуровым (источник — просмотр сериала «Моя вторая мама»). Премьера в России состоялась 2 января 1993 года в 20:45 на телеканале «МТК». Повторялся в 1993 году на «Пятом канале петербургского телевидения», в 1996 году на бывшем канале «Телеэкспо» и в 1997 году на бывшем телеканале «ТВ ЗАО» (был прерван на 50-х сериях из-за низких рейтингов). В 2016 году телесериал был полностью переозвучен многоголосым дубляжем, и с 10 апреля по 1 сентября 2017 года прошёл повторный показ на телеканале Ю; также сериал был отреставрирован в формате HD, а в заставке мексиканское название телесериала поменяли на русское. Актёры дубляжа — Инга Сметанина, Нина Александрова, Антон Савенков и Сергей Пономарёв.

## Награды и премии

### ПремияTVyNovelas(1990)
Сериал Моя вторая мама был номинирован на 9 номинаций, из них победу одержали 6 номинаций:
- Лучшая теленовелла — Хуан Осорио Ортис — ПОБЕДА.
- Лучшая актриса — Мария Сорте — ПОБЕДА.
- Лучший актёр — Энрике Нови — проигрыш.
- Лучшая злодейка — Алехандра Мальдонадо — проигрыш.
- Лучший злодей — Фернандо Чангеротти — ПОБЕДА.
- Лучшая женская роль — Даниэла Кастро — проигрыш.
- Лучший дебютант — Альфредо Адаме — ПОБЕДА.
- Лучший сценарист — Эрик Вонн — ПОБЕДА.
- Лучший оператор и монтажёр — Алехандро Фрутос Маза — ПОБЕДА.